# Laurence Gough
Pour les articles homonymes, voir Gough.
Laurence Gough, né le 18 novembre 1948 à Vancouver, en Colombie-Britannique, est un écrivain canadien, auteur de roman policier et de roman d'espionnage.

## Biographie
Il fait des études de littérature anglo-saxonne et de psychologie à l'université Simon Fraser de Vancouver. 
Auteur de poèmes et de pièces radiophoniques diffusées par la CBC, il publie en 1987 son premier roman, Poissons noyés (The Goldfish Bowl). Il crée les personnages de Jacks Willows et Claire Parker, inspecteurs de la police criminelle de Vancouver. Pour le troisième roman de la série, Ligne dure (Hot Shots), il est lauréat du prix Arthur-Ellis 1990. Dans ce roman, pour la critique littéraire Sophie Colpaert, « le lecteur peut apprécier le sens aigu du détail, le ton incisif et décalé de l'auteur, son habileté à construire des dialogues dont certains bâtis sur le modèle d'un interrogatoire policier, donnent lieu à d'étonnantes parties de ping-pong verbal. Les points de vue se multiplient et forment à la fin un ensemble parfaitement cohérent ». Pour Sylvie Kha, collaboratrice du Dictionnaire des littératures policières, il s'agit « d'une série particulièrement intéressante de procédure policière ».
Tempête de sable (Sandstorm) publié en 1990 est un thriller d'espionnage.

## Œuvre

### Romans

#### SérieWillows et Parker
- The Goldfish Bowl (1987) Publié en français sous le titre Poissons noyés, Paris, Fleuve noir, coll. « Les Noirs » no 10 (1996)  (ISBN 2-265-00066-3)
- Death on a No. 8 Hook (1988) (autre titre Silent Knives) Publié en français sous le titre Mort à l'hameçon, Paris, Fleuve noir, coll. « Les Noirs » no 41 (1998)  (ISBN 2-265-06177-8)
- Hot Shots (1989) Publié en français sous le titre Ligne dure, Paris, Fleuve noir, coll. « Les Noirs » no 26 (1997)  (ISBN 2-265-06178-6)
- Serious Crimes (1990) Publié en français sous le titre Le Degré zéro du crime, Paris, Fleuve noir, coll. « Les Noirs » no 62 (1999)  (ISBN 2-265-06538-2)
- Accidental Deaths (1991) Publié en français sous le titre La Braqueuse albinos, Paris, Éditions Noesis, coll. « Moisson rouge » (2002)  (ISBN 2-914645-13-9)
- Fall Down Easy (1992)
- Killers (1993)
- Heartbreaker (1995)
- Memory Lane (1996)
- Karaoke Rap (1997)
- Shutterbug (1998)
- Funny Money (2000)
- Cloud of Suspects (2003)

#### Autre roman
- Sandstorm (1990) Publié en français sous le titre Tempête de sable, Paris, Éditions Denoël (1991)  (ISBN 2-207-23842-3)

### Nouvelle
- Big Time (1991) Publié en français sous le titre Le Grand Soir, dans le recueil Des folies et des hommes, Paris, Fleuve noir, coll. « Les Noirs » no 67 (1999)  (ISBN 2-265-06584-6)

## Prix et distinctions
- Prix Arthur-Ellis 1990 pour Ligne dure (Hot Shots)

## Sources
: document utilisé comme source pour la rédaction de cet article.
- Claude Mesplède (dir.), Dictionnaire des littératures policières, vol. 1 : A - I, Nantes, Joseph K, coll. « Temps noir », 2007, 1054 p. (ISBN 978-2-910-68644-4, OCLC 315873251), p. 862-863 (notice Laurence Gough)
- Claude Mesplède (dir.), Dictionnaire des littératures policières, vol. 2 : J - Z, Nantes, Joseph K, coll. « Temps noir », 2007, 1086 p. (ISBN 978-2-910-68645-1, OCLC 315873361), p. 1034-1035 (notice Willows, Jack & Parker, Claire)